# Aho-Kauttio och Lehto-Kauttio
Aho-Kauttio och Lehto-Kauttio är en ö i Finland. Den ligger i sjön Syväri och i kommunen Kuopio i den ekonomiska regionen  Kuopio ekonomiska region  och landskapet Norra Savolax, i den centrala delen av landet, 400 km nordost om huvudstaden Helsingfors. Öns area är 21,8 hektar och dess största längd är 0,8 kilometer i nord-sydlig riktning.